# Dirk Naudé
Dirk Naudé (Bothaville, 23 gennaio 1953 – Città del Capo, 15 gennaio 2010) è stato un rugbista a 15 sudafricano, due volte campione d'Italia con il Rovigo negli anni settanta.

## Biografia
Nativo di Bothaville, odierna provincia di Lejweleputswa, Naudé si formò nella scuola rugby di Stellenbosch per poi passare al Western Province, con cui prese anche parte a un tour in Europa.
Nel 1975 fu ingaggiato in Italia dal Rovigo andando a formare con Isidoro Quaglio la seconda linea del pacchetto avanzato; in sei stagioni nel club rossoblu Naudè vinse due scudetti (1975 e 1979), perse uno spareggio per il titolo (1977, contro il Petrarca) e giunse in altre due occasioni secondo assoluto; insieme ai suoi connazionali Andries Coetzer e Os Wiese fu il capostipite della generazione di sudafricani che giunsero nel Polesine, tra cui spiccarono in seguito Gert Smal e Naas Botha.
Fratello di Tiny Naudè, a differenza di questi Dirk non vestì mai la maglia del Sudafrica: l'unica sua esperienza internazionale fu in Italia, quando fu selezionato per una formazione celebrativa chiamata "XV del Presidente", di fatto una nazionale italiana arricchita di tre elementi stranieri che militavano nel campionato (oltre a Naudé, l'altro sudafricano Nelson Babrow e il francese Guy Pardiès, questi ultimi del Petrarca), che il 22 ottobre 1977 affrontò allo stadio Appiani di Padova, in un match non ufficiale, la Nuova Zelanda di passaggio in Europa, perdendo 9-17.
Tornato in Sudafrica dopo l'esperienza italiana, Naudè allenò le giovanili del Western Province dopo il termine dell'attività in campo; il 15 gennaio 2010, a causa di una probabile crisi cardiaca occorsagli nel corso di una passeggiata, Dirk Naudè è deceduto a Città del Capo.

## Palmarès

### Club
- Campionati italiani: 2

Rovigo: 1975-76, 1978-79